# Callicentrus pluridentatus
Callicentrus pluridentatus är en insektsart som beskrevs av Ramos 1979. Callicentrus pluridentatus ingår i släktet Callicentrus och familjen hornstritar. Inga underarter finns listade i Catalogue of Life.